# Condado de Douglas (Geórgia)
O Condado de Douglas é um dos 159 condados do Estado americano de Geórgia. A sede do condado é Douglasville, e sua maior cidade é Douglasville. O condado possui uma área de 519 km², uma população de 92 174 habitantes, e uma densidade populacional de 179 hab/km² (segundo o censo nacional de 2000). O condado foi fundado em 17 de outubro de 1870.